# Luigi Poggi
Luigi Poggi (Piacenza, 25 novembre 1917 – Roma, 4 maggio 2010) è stato un cardinale e arcivescovo cattolico italiano.

## Biografia
Nacque a Piacenza, città capoluogo di provincia e sede vescovile, il 25 novembre 1917. Era fratello del vescovo Carlo Poggi.

### Formazione e ministero sacerdotale
Studiò a Piacenza nel Collegio Alberoni, venne ordinato presbitero il 28 luglio 1940, a Piozzano, dal vescovo Ersilio Menzani.
Svolse cura pastorale per pochi mesi come cappellano nella parrocchia di San Francesco a Piacenza. Dal 1940 al 1944 fu a Roma al Pontificio Ateneo di Sant'Apollinare dove si addottorò in utroque iure nel luglio del 1944; proseguì gli studi alla Pontificia Accademia Ecclesiastica fino al 1946.
Contemporaneamente agli studi svolse attività pastorale in Roma nella parrocchia dei Santi Fabiano e Venanzio per due anni, poi per altri due anni nella chiesa di Val Cannuta; dal 1944 al 1946 svolse il ministero pastorale nella parrocchia di San Salvatore in Lauro e più tardi nel "Collegium Tarsicii" istituito nella chiesa di Santa Lucia di via Monte Brianzo. Entrò nel servizio diplomatico della Santa Sede, nella sezione delle relazioni con gli Stati nel 1945.
Dal 1947 al 1950 fu cappellano nel carcere di Regina Coeli a Roma. Nominato prelato domestico di Sua Santità il 14 aprile 1960. Nel 1963 fu incaricato della missione presso la Repubblica della Tunisia per determinare un modus vivendi con la Santa Sede circa la situazione legale della Chiesa, intesa che fu firmata nella primavera del 1964.

### Ministero episcopale e cardinalato
Nominato arcivescovo titolare di Forontoniana e designato delegato apostolico per l'Africa Centrale (Camerun, Ciad, Congo-Brazzaville, Gabon e Repubblica Centrafricana) il 3 aprile 1965, venne consacrato vescovo il 9 maggio 1965 a Roma nella basilica dei Santi Ambrogio e Carlo al Corso dal cardinale Amleto Giovanni Cicognani, Segretario di Stato, co-consacranti gli arcivescovi Umberto Malchiodi e Antonio Samorè.
Nominato pro-nunzio apostolico in Camerun il 31 ottobre 1966, poi pro-nunzio apostolico in Gabon il 31 ottobre 1967 e pro-nunzio apostolico nella Repubblica Centrafricana il 4 novembre 1967. Nominato nunzio apostolico in Perù il 21 maggio 1969. Il 1º agosto 1973 venne nominato nunzio con incarico speciale per le relazioni con la Polonia, Ungheria, Cecoslovacchia, Romania e Bulgaria. Fu poi nominato il 7 febbraio 1975 capo della delegazione vaticana per i contatti permanenti con la Polonia.
Nominato nunzio apostolico in Italia il 19 aprile 1986 fino al 9 aprile 1992, quando venne nominato pro-Bibliotecario e pro-Archivista di Santa Romana Chiesa, incarico che cessò il 7 marzo 1998. Creato cardinale da papa Giovanni Paolo II il 26 novembre 1994, ricevette la diaconia di Santa Maria in Domnica.
Divenne cardinale protodiacono il 26 febbraio 2002 e il 24 febbraio 2005 optò per il titolo presbiterale di San Lorenzo in Lucina.
È morto nella sua casa di Roma la mattina del 4 maggio 2010, all'età di 92 anni.
Le esequie si sono tenute il 7 maggio alle ore 17.30 all'Altare della Cattedra della Basilica di San Pietro. La santa messa è stata celebrata dal cardinale Angelo Sodano, decano del Collegio Cardinalizio. Al termine della celebrazione eucaristica, il Santo Padre Benedetto XVI ha rivolto la sua parola ai presenti e ha presieduto il rito dell'ultima commendatio e della valedictio. Un'altra messa di requiem, presieduta dal vescovo di Piacenza-Bobbio Gianni Ambrosio, è stata celebrata la mattina successiva alle ore 11, all'interno della basilica di Sant'Antonino, nella cui navata sinistra è stato poi tumulato.

## Genealogia episcopale e successione apostolica
La genealogia episcopale è:
- Cardinale Scipione Rebiba
- Cardinale Giulio Antonio Santorio
- Cardinale Girolamo Bernerio, O.P.
- Arcivescovo Galeazzo Sanvitale
- Cardinale Ludovico Ludovisi
- Cardinale Luigi Caetani
- Cardinale Ulderico Carpegna
- Cardinale Paluzzo Paluzzi Altieri degli Albertoni
- Papa Benedetto XIII
- Papa Benedetto XIV
- Papa Clemente XIII
- Cardinale Marcantonio Colonna
- Cardinale Giacinto Sigismondo Gerdil, B.
- Cardinale Giulio Maria della Somaglia
- Cardinale Carlo Odescalchi, S.I.
- Cardinale Costantino Patrizi Naro
- Cardinale Lucido Maria Parocchi
- Papa Pio X
- Cardinale Gaetano De Lai
- Cardinale Raffaele Carlo Rossi, O.C.D.
- Cardinale Amleto Giovanni Cicognani
- Cardinale Luigi Poggi

La successione apostolica è:
- Arcivescovo Joachim N'Dayen (1969)
- Vescovo Antonio de Hornedo Correa, S.I. (1971)
- Arcivescovo Fernando Vargas Ruiz de Somocurcio, S.I. (1971)
- Vescovo Carlo Poggi (1988)
- Vescovo Domenico Crusco (1991)

## Onorificenze
- Nel giugno 1989 venne insignito dell'Antonino d'oro dal capitolo di canonici della basilica di Sant'Antonino di Piacenza.[4]